# Promachus rex
Promachus rex är en tvåvingeart som beskrevs av Karsch 1888. Promachus rex ingår i släktet Promachus och familjen rovflugor.
Artens utbredningsområde är Tanzania. Inga underarter finns listade i Catalogue of Life.